# القياسات النفسية للعنصرية
تعتبر القياسات النفسية للعنصرية مجالًا ناشئًا يهدف إلى قياس مدى حدوث وتأثيرات العنصرية على الرفاه النفسي للأشخاص من جميع الأعراق. في الوقت الحاضر ، هناك عدد قليل من الأدوات التي تحاول التقاط تجربة العنصرية بكل تعقيداتها. 

## قوائم الجرد المبلغ عنها ذاتيا
جدول الأحداث العنصرية (SRE) هو استبيان لتقييم تكرار التمييز العنصري في حياة الأمريكيين من أصل أفريقي تم إنشاؤه في عام 1998 من قبل هوب لاندرين وإليزابيث أيه كلونوف. SRE عبارة عن جرد تقرير ذاتي مكون من 18 عنصرًا ، ويقيم تواتر أحداث عنصرية معينة في العام الماضي وفي حياته بأكملها ، ويقيس إلى أي مدى كان هذا التمييز مرهقًا. 
تشمل أدوات القياس النفسي الأخرى لتقييم آثار العنصرية ما يلي: 
- مقياس رد الفعل العنصري (RRS)
- مقياس العنصرية المدركة (PRS)
- مؤشر الإجهاد المرتبط بالعرق (IRRS)
- نسخة موجزة من مقياس العنصرية والتجربة الحياتية (RaLES-B)
- مقياس العنصرية المدركة عبر الهاتف (TPRS) [4]

## المقاييس الفسيولوجية
في ملخص لبحث حديث ، يصف كل من Jules P. Harrell و Sadiki Hall و James Taliaferro كيف استكشفت مجموعة متنامية من الأبحاث تأثير المواجهات مع العنصرية أو التمييز على النشاط الفسيولوجي. تشير العديد من الدراسات إلى أن ارتفاع مستويات ضغط الدم يرتبط بالميل إلى عدم تذكر أو الإبلاغ عن الأحداث التي تم تحديدها على أنها عنصرية وتمييزية. وبعبارة أخرى ، فإن الفشل في التعرف على حالات العنصرية يتأثر بشكل مباشر بضغط دم الشخص الذي يتعرض للحدث العنصري. أفاد المحققون أن الاستثارة الفسيولوجية مرتبطة بمثيلاتها المختبرية للتمييز العرقي وسوء المعاملة. 